# Filip Hronek
Filip Hronek (Hradec Králové, República Checa, 2 de noviembre de 1997) es un jugador profesional checo de hockey sobre hielo que se desempeña en la posición de defensor derecho en Vancouver Canucks, equipo de la National Hockey League (NHL).

## Carrera
Fue seleccionado en la segunda ronda en la NHL Entry Draft de 2016. En 2018 hizo su debut profesional con el equipo Detroit Red Wings, en el cual jugó cinco temporadas (2018-2022), después pasó a Vancouver Canucks, donde lleva jugando dos temporadas.